# ملعب غيفي كيلادزه
ملعب غيفي كيلادزه هو ملعب متعدد الأغراض يقع في كوتايسي، جورجيا، يتسع لـ 14،700 متفرج. يستخدم في الغالب لمباريات كرة القدم. يعتبر الملعب البيتي لنادي توربيدو كوتايسي.